# Olga Polizzi
Olga Polizzi (febrero en 1947), es una diseñadora de interiores especializada en hotelería y empresaria británica.

## Biografía
Hija de Irene Mary Chierico y Charles Forte. Olga Polizzi contrajo matrimonio con William Shawcross, es madre de tres hijas, Alex, Charlotte y Charlotte Polizzi di Sorrentino.
Desde 1996, Olga Polizzi ha estado trabajando con su hermano Sir Rocco Giovanni, para construir una nueva compañía hotelera de lujo, Rocco Forte Hotels, de la que ella y su hermano son los principales accionistas. Olga Polizzi es directora de diseño en Rocco Forte Hotels y se ha convertido recientemente vicepresidente de la compañía.
Polizzi diseño el nuevo hotel Rocco Forte en Abu Dhabi, Emiratos Árabes Unidos. y también de otros hoteles como Simple Luxury Resort en Sicilia, Italia, entre otros.
Olga Polizzi es parte actualmente en el Consejo del Hospital Memorial Rey Eduardo VII.